# William Penney
William George Penney, Barão Penney OM, KBE, FRS, FRSE (Gibraltar, 24 de junho de 1909 — East Hendred, 3 de março de 1991), foi um matemático e físico matemático inglês.

## Vida
Foi professor de física matemática no Imperial College London. Ele teve um papel de liderança no desenvolvimento do programa nuclear da Grã-Bretanha, um programa clandestino iniciado em 1942 durante a Segunda Guerra Mundial que produziu a primeira bomba atômica britânica em 1952. 
Como chefe da delegação britânica que trabalha no Projeto Manhattan, Penney inicialmente realizou cálculos para prever os efeitos dos danos gerados pela onda de explosão de uma bomba atômica. Ao voltar para casa, Penney dirigiu a própria diretoria de armas nucleares da Grã-Bretanha, codinome Tube Alloys, e dirigiu pesquisas científicas no Atomic Energy Research Establishment, que resultou na primeira detonação de uma bomba nuclear britânica (codinome Operação Hurricane) em 1952.
Após o teste, Penney tornou-se conselheiro chefe da Autoridade de Energia Atômica do Reino Unido (UKAEA), recém-criada do governo britânico. Mais tarde, ele foi presidente da autoridade, que usou em negociações internacionais para controlar os testes nucleares com o Tratado de Proibição Parcial de Testes Nucleares.

As contribuições científicas notáveis de Penney incluíram a matemática para a dinâmica de ondas complexas, tanto em ondas de choque como de gravidade, propondo problemas de otimização e soluções em hidrodinâmica (que desempenha um papel importante na ciência dos materiais e metalurgia). Durante seus últimos anos, Penney lecionou matemática e física e foi Reitor do Imperial College London 1967–1973.